# 税効果会計
税効果会計（ぜいこうかかいけい、英: Tax Effect Accounting、米: Accounting for Income Taxes）は、企業会計上の資産又は負債の額と課税所得計算上の資産又は負債の額に差異がある場合において、法人税等の額を適切に期間配分することにより、税引前当期純利益と税金費用（法人税等に関する費用）を合理的に対応させることを目的とする会計上の手続きである。日本においては、資産負債法に基づき税効果会計を適用するため、企業会計上と課税所得計算上の資産ないし負債の額が相違する場合において税効果会計を適用する。
なお、専ら会計側からのアプローチであり、適正な税引後当期純利益を表示したいが為の調整であるので、納税額に影響はなく、節税効果とは無関係である。

## 概要
- 企業会計上の損益認識時期（どの会計期間に計上されるか）と税法上の損益認識（認容）時期は必ずしも一致しない。この結果、企業会計上の税引前当期純利益に対して一定税率で課税されるはずの法人税等は、必ずしも税引後当期純利益（最終利益）とは対応しない。
- 企業会計も税法も発生主義の立場で損益を認識するのは一致している。しかし、企業会計は企業会計原則や諸会計基準のとおりに損益を認識するのに対して、税法は公平性の確保と租税回避行為の排除を重視して損益を認識するため、その損益の認識基準が異なる事が多々ある。そのため法人税等の課税時期と額が会計上の「税引前利益」と合理的に対応しない場合が多々発生する。
- このような企業会計と税法における損益認識時期との差異を一時差異という。例えば企業会計上の損益による税引前当期純利益が黒字であるが、税務上の損益による法人税等の額が税引前当期純利益を上回り、税引後利益が赤字となる場合が多々生じうる（この場合、企業会計上の税引前当期純利益（＝収益-費用）<課税所得（＝益金-損金）となるケース）。
- 税効果会計を適用する場合には、この一時差異に対して法定実効税率を乗じた額を法人税等調整額として損益計上し、税引前当期純利益と法人税等とを合理的に対応させる会計手続きをとる。
- 税効果会計の対象となる税目には、法人税法の所得に応じた税も含まれる。法人税の他に、法人事業税の所得割、法人県民税等(都道府県)の所得割、法人市民税等(市町村)の法人税割等が該当する。ただし、それらの均等割分は除かれている。

- なお、企業会計上の損益と税法上の損益との差異のうち、交際費や受取配当金のように税務上、永久に損金、益金として認められない差異（これを永久差異という）がある。永久差異については、そもそも期間配分による当期純利益と税金費用との対応が不可能なため、税効果会計の適用対象外である。

## 繰延税金資産・繰延税金負債
一時差異は貸借対照表にも影響を与える。将来の法人税等の額を減少させる差異（これを将来減算一時差異と言う）については繰延税金資産として資産の部に計上され、将来の法人税等の額を増加させる差異（これを将来加算一時差異と言う）については繰延税金負債として負債の部に計上される。なお、貸借対照表に計上される金額は、いずれも法定実効税率を乗じた金額である。計上された繰延税金資産、繰延税金負債は、税法上の損金、益金として認容される将来時点で取り崩しされる。
税効果会計において将来税金を減らす差異が資産となる理由は、これを生じさせる将来減算一時差異は将来キャッシュ・アウト・フローを減少させる効果を有し、資産負債アプローチ上の「資産性」を有する差異であるため。また「将来税金を増やす差異」が「負債」となる理由は、これを生じさせる将来加算一時差異は将来キャッシュ・アウト・フローを増加させる効果を有し、資産負債アプローチ上の「負債性」を有する差異であるため。
なお、決算時において、繰延税金資産・繰延税金負債の両方の残高があった場合、貸借対照表上の流動区分および固定区分別にこの2つを相殺したうえで貸借対照表に記載する。

## 日本国内における将来減算一時差異の例
概要に記述された要因により、日本国内の税法において生じる多くの一時差異は将来減算一時差異となる。ここではその一例を列挙する。
- 退職給付引当金については税法では計上が認められていない。
- 賞与引当金についても税法では厳格な規定が存在する。（明確な賞与算定基準があり、決算日までに確定額を本人に通知しており、一ヶ月以内に支払われる場合のみ）
- 減価償却については経済耐用年数(企業会計の理論値)が法定耐用年数(税法の法定値)を下回る事がありえる。

## 日本国内における将来加算一時差異の例
産業振興や救済措置の目的により税法で特例措置が設けられている事があり、それらの多くが将来加算一時差異となる。ここではその一例を列挙する。
- 税法の圧縮記帳。圧縮記帳は企業会計で認められていない。詳しくは圧縮記帳を参照。
- 税法の特別償却。特別償却はその多くが企業会計で認められていない。詳しくは特別償却を参照。

## 損益認識時期に関する企業会計と税法との乖離要因について
企業会計の目的が、主に投資家への情報提供であるのに対して、税法の目的は、公平な税負担や課税の実現であり、それぞれの目的とする視点が異なる点に根本的な乖離の要因があるといえる。特に税法に関しては、会計ビッグバンをはじめとする社会経済情勢の急激な変化の中で、税の公平性を確保するための税制改正が頻繁に実施されており、減損損失や退職給付引当金等の費用認識をめぐり、企業会計との乖離はますます大きくなっている。
このような状況の下、両者の差異を対応させる税効果会計の重要性が飛躍的に高まっており、正しい理解と適切な運用が求められているといえる。

## 繰延税金資産の計上の前提と問題点・社会問題
- 一般に、収益力の低い企業が多額の繰延税金資産を計上するのは、健全な会計処理とはいえない。損金計上の認められる将来時点では、繰延税金資産が減少し、同額だけ当期純利益が減少するが、将来それに見合う税引前当期純利益が確保できない場合には、税引後当期純利益が赤字となってしまうためである。

- このように、収益力が低く、課税所得が少ないと判断される場合には、法人税等の額を減少させる効果が期待できない（つまり、税金を前払いする能力に乏しいと判断される）。したがって、税効果会計における繰延税金資産計上にあたっては、（一時差異の解消すると見込まれる）将来時点において課税所得が十分確保されることを大前提にしていると言えよう。

- つまりは、将来の課税所得の範囲において回収できる一時差異についてのみ、繰延税金資産を計上することができる。繰延税金資産は将来における税金の支払額が減額されるという将来減算一時差異に基づいて計上されるが、将来において課税所得が生じなければ税金支払額の減額効果が発生しないため、その場合にはそもそも将来減算一時差異が認識されない事になる。対して、将来において課税所得が生じれば、繰延税金資産の分だけ支払い税金額が減少する事から、これを「繰延税金資産の回収」という。このため、将来の課税所得の見積りに用いる事業計画の内容や、一時差異解消のスケジュールによって繰延税金資産の計上額が変動することとなる。なお、将来において課税所得が見込まれていても、繰延税金資産を下回る課税所得が見込まれている場合は、繰延税金資産のうち回収できない部分を計上する事は出来ない。この回収不能の繰延税金資産には、評価性引当を行い計上を取り崩す。

- 問題点は、急激な経済環境の悪化により、一定の収益力を確保して繰延税金資産を計上していた企業が以後数期にわたって収益力が回復しない見込みのケースである。将来減算を行うスケジュールが立たなくなり、法人税等を取り戻す機会が失われて多額の繰延税金資産が毀損する事がありえる。金融危機や経済危機においては必ず話題となる会計関連項目である。

- これについて大きな社会問題が引き起こされた例もある。りそな銀行の2003年3月決算期において、監査法人は繰延税金資産組み入れの前提となる将来の収益性を疑問視し、りそな銀行の主張する繰延税金資産5年分を否定して、3年分の組み入れしか認めない方針を明らかにした（この過程において共同監査をしていた朝日監査法人が辞退して会計監査が大幅に遅延した。またこの直前に原因は不明だが同行担当の会計士が自殺している）。このため同行の自己資本比率は、国内基準である4%を大幅に下回る2%台に転落する可能性が出たため、預金保険法第102条第1項第1号に基づく資本注入が行われ、普通株での資本注入が行われた為に、りそな銀行は事実上国有化された。